# 대한민국식품명인
대한민국식품명인은 농림축산식품부장관이 전통식품의 계승·발전과 가공기능인의 명예를 위하여 지정하여 보호·육성하는 제도이다. 전통식품과 전통식품 외의 일반식품 등 두 분야로 구분하여 운영하고 있다.

## 지정 현황
2021년 현재 총 94명이 지정되었으며, 이 중 83명이 활동하고 있다.
| 식품명인 지정현황 |        |                        |                        |             |                |
| 지정번호          | 성명   | 보유기능               | 지정일                 | 소재지      | 비고           |
| 제1호             | 조영귀 | 주류(송화백일주)       | 1994년 8월 6일         | 전북 전주   | 지방무형문화재 |
| 제2호             | 김창수 | 주류(금산인삼주)       | 1999년 9월 20일        | 충남 금산   | 국가무형문화재 |
| 제3호             | 이한영 | 주류(옥선주)           | (2000년 8월 지정해제)  | 충남 금산   | -              |
| 제4호             | 지복남 | 주류(계룡백일주)       | (2009년 11월 지정해제) | 충남 공주   | 지방무형문화재 |
| 제4-가호          | 이성우 | 주류(계룡백일주)       | 2010년 1월 4일         | 충남 공주   | -              |
| 제5호             | 이기양 | 주류(감홍로주)         | (2000년 10월 지정해제) | 전북 전주   |                |
| 제6호             | 박재서 | 주류(안동소주)         | 1995년 7월 15일        | 경북 안동   | -              |
| 제7호             | 이기춘 | 주류(문배주)           | 1995년 7월 15일        | 경기 김포   | 국가무형문화재 |
| 제8호             | 송재성 | 주류(김천과하주)       | (1999년 6월 지정해제)  | 전북 전주   |                |
| 제9호             | 조정형 | 주류(전주이강주)       | 1996년 4월 4일         | 전북 전주   | 지방무형문화재 |
| 제10호            | 유민자 | 주류(옥로주)           | 1996년 4월 4일         | 경기 용인   | 지방무형문화재 |
| 제11호            | 임영순 | 주류(구기자주)         | 1996년 4월 4일         | 충북 청양   | 지방무형문화재 |
| 제12호            | 최옥근 | 주류(계명주)           | 1996년 4월 4일         | 경기 남양주 | 지방무형문화재 |
| 제13호            | 남상란 | 주류(가야곡왕주)       | 1997년 12월 15일       | 충남 논산   | -              |
| 제14호            | 홍쌍리 | 식품(매실농축액)       | 1997년 12월 15일       | 전남 광양   | -              |
| 제15호            | 박승규 | 주류(면천두견주)       | (2001년 12월 지정해제) | 충남 당진   | -              |
| 제16호            | 박수근 | 식품(수제녹차)         | 1999년 5월 15일        | 경남 하동   | -              |
| 제17호            | 송강호 | 주류(김천과하주)       | 1999년 9월 20일        | 경북 김천   | 지방무형문화재 |
| 제18호            | 신광수 | 식품(야생작설차)       | 1999년 9월 20일        | 전남 순천   | -              |
| 제19호            | 우희열 | 식품(한산소곡주)       | 1999년 12월 8일        | 충남 서천   | 지방무형문화재 |
| 제20호            | 조옥화 | 주류(안동소주)         | (2020년 3월 지정해제)  | 경북 안동   | 지방무형문화재 |
| 제20-가호         | 김연박 | 주류(안동소주)         | 2020년 12월 14일       | 경북 안동   | -              |
| 제21호            | 유영군 | 식품(창평쌀엿)         | 2000년 9월 18일        | 전남 담양   | -              |
| 제22호            | 양대수 | 주류(추성주)           | 2000년 12월 17일       | 전남 담양   | -              |
| 제23호            | 최봉석 | 식품(갈골산자)         | 2000년 12월 17일       | 강원 강릉   | -              |
| 제24호            | 임용순 | 주류(옥선주)           | 2001년 5월 7일         | 강원 홍천   | -              |
| 제25호            | 오희숙 | 식품(부각)             | 2004년 12월 4일        | 전남 곡성   | -              |
| 제26호            | 김규흔 | 식품(전통한과)         | 2005년 3월 4일         | 경기 포천   | -              |
| 제27호            | 박흥선 | 주류(솔송주)           | 2005년 8월 4일         | 경남 함양   | -              |
| 제28호            | 김동곤 | 식품(우전차)           | 2006년 2월 15일        | 경남 하동   | -              |
| 제29호            | 김순자 | 식품(포기김치)         | 2007년 5월 4일         | 경기 부천   | -              |
| 제30호            | 홍소술 | 식품(죽로차)           | 2007년 5월 4일         | 경남 하동   | -              |
| 제31호            | 김병룡 | 식품(숙황장)           | (2012년 12월 지정해제) | 전북 전주   | -              |
| 제32호            | 강봉석 | 식품(엿, 조청)         | 2008년 7월 2일         | 충북 충주   | -              |
| 제33호            | 박순애 | 식품(엿강정)           | 2008년 7월 2일         | 전남 담양   | -              |
| 제34호            | 서양원 | 식품(황차, 말차)       | (2012년 12월 지정해제) | 광주 동     | -              |
| 제35호            | 기순도 | 식품(진장)             | 2008년 8월 5일         | 전남 담양   | -              |
| 제36호            | 문옥례 | 식품(순창고추장)       | (2018년 12월 지정해제) | 전북 순창   | -              |
| 제36-가호         | 조종현 | 식품(순창고추장)       | 2019년 12월 5일        | 전북 순창   | -              |
| 제37호            | 권기옥 | 식품(어육장)           | 2010년 1월 4일         | 경기 용인   | -              |
| 제38호            | 유정임 | 식품(포기김치)         | 2010년 1월 4일         | 경기 수원   | -              |
| 제39호            | 김년임 | 식품(전주비빔밥)       | 2010년 12월 28일       | 전북 전주   | -              |
| 제40호            | 한안자 | 식품(동국장)           | 2010년 12월 28일       | 전남 해남   | -              |
| 제41호            | 임장옥 | 식품(감식초)           | 2012년 3월 5일         | 전북 정읍   | -              |
| 제42호            | 김왕자 | 식품(노티떡, 신과병)   | 2012년 3월 5일         | 경기 과천   | -              |
| 제43호            | 이기숙 | 주류(감홍로)           | 2012년 10월 9일        | 경기 파주   | -              |
| 제44호            | 송화수 | 식품(홍삼)             | 2012년 10월 9일        | 전북 진안   | -              |
| 제45호            | 성명례 | 식품(대맥장)           | 2012년 10월 9일        | 경북 청송   | -              |
| 제46호            | 김현의 | 식품(찹쌀유과)         | 2012년 10월 9일        | 경남 의령   | -              |
| 제47호            | 전중석 | 식품(초의차, 초의병차) | 2012년 10월 9일        | 전남 무안   | -              |
| 제48호            | 송명섭 | 주류(죽력고)           | 2012년 10월 9일        | 전북 정읍   | -              |
| 제49호            | 유청길 | 주류(산성막걸리)       | 2013년 12월 3일        | 부산 금정   | -              |
| 제50호            | 윤왕순 | 식품(천리장)           | 2013년 12월 3일        | 전북 완주   | -              |
| 제51호            | 최명희 | 식품(소두장)           | 2013년 12월 3일        | 경북 안동   | -              |
| 제52호            | 이연순 | 식품(승검초단자)       | 2013년 12월 3일        | 충북 제천   | -              |
| 제53호            | 김영숙 | 식품(복령조화고)       | 2013년 12월 3일        | 전남 진도   | -              |
| 제54호            | 서민수 | 식품(황차, 말차)       | 2013년 12월 3일        | 광주 동구   | -              |
| 제55호            | 김영희 | 식품(인삼정과)         | (2020년 3월 지정해제)  | 경북 영주   | -              |
| 제56호            | 정계임 | 식품(진주비빔밥)       | (2021년 5월 지정해제)  | 경남 진주   | -              |
| 제57호            | 강순의 | 식품(백김치)           | 2014년 12월 23일       | 경기 광주   | -              |
| 제58호            | 이인자 | 식품(해물섞박지)       | 2014년 12월 23일       | 경기 남양주 | -              |
| 제59호            | 심영숙 | 식품(유과)             | 2014년 12월 23일       | 강원 강릉   | -              |
| 제60호            | 안복자 | 식품(유과)             | 2014년 12월 23일       | 전남 담양   | -              |
| 제61호            | 김견식 | 주류(병영소주)         | 2014년 12월 23일       | 전남 강진   | -              |
| 제62호            | 서분례 | 식품(청국장)           | 2015년 9월 23일        | 경기 안성   | -              |
| 제63호            | 김영근 | 식품(도토리묵)         | 2015년 9월 23일        | 충남 서천   | -              |
| 제64호            | 강순옥 | 식품(순창고추장)       | 2015년 9월 23일        | 전북 순창   | -              |
| 제65호            | 백정자 | 식품(즙장)             | 2015년 9월 23일        | 전남 강진군 | -              |
| 제66호            | 윤미월 | 식품(배추통김치)       | 2015년 9월 23일        | 경남 밀양   | -              |
| 제67호            | 정승환 | 식품(죽염홍된장)       | 2015년 9월 23일        | 경남 하동   | -              |
| 제68호            | 강경순 | 주류(오메기술)         | 2015년 9월 23일        | 제주 서귀포 | -              |
| 제69호            | 김택상 | 주류(삼해소주)         | 2016년 12월 8일        | 서울 종로   | 서울무형문화재 |
| 제70호            | 김명자 | 식품(옥수수엿)         | 2016년 12월 8일        | 강원 원주   | -              |
| 제71호            | 정영석 | 식품(인삼정과)         | 2016년 12월 8일        | 충남 금산   | -              |
| 제72호            | 임화자 | 식품(쇠고기육포)       | 2016년 12월 8일        | 전남 함평   | -              |
| 제73호            | 현경태 | 식품(흑초)             | 2016년 12월 8일        | 경북 영천   | -              |
| 제74호            | 곽우선 | 주류(설련주)           | 2016년 12월 8일        | 경북 칠곡   | -              |
| 제75호            | 양정옥 | 식품(제주막장)         | 2016년 12월 8일        | 제주 서귀포 | -              |
| 제76호            | 오숙자 | 식품(반지)             | 2018년 12월 19일       | 광주 동     | -              |
| 제77호            | 문완기 | 식품(식혜)             | 2018년 12월 19일       | 경기 성남   | -              |
| 제78호            | 조정숙 | 식품(된장)             | 2018년 12월 19일       | 충북 청주   | -              |
| 제79호            | 김용세 | 주류(연잎주)           | 2018년 12월 19일       | 충남 당진   | -              |
| 제80호            | 원이숙 | 식품(쌀엿)             | 2018년 12월 19일       | 전북 임실   | -              |
| 제81호            | 구경숙 | 식품(기정떡)           | 2018년 12월 19일       | 전남 화순   | -              |
| 제82호            | 박규완 | 식품(가리구이)         | 2018년 12월 19일       | 전남 담양   | -              |
| 제83호            | 최송자 | 식품(쌀엿)             | 2018년 12월 19일       | 경북 울진   | -              |
| 제84호            | 김희숙 | 주류(제주고소리술)     | 2018년 12월 19일       | 제주 서귀포 | 제주무형문화재 |
| 제85호            | 김순옥 | 식품(찹쌀조이당조청)   | 2019년 12월 5일        | 전남 순천   | -              |
| 제86호            | 임경만 | 식품(보리식초)         | 2019년 12월 5일        | 경북 영천   | -              |
| 제87호            | 송성자 | 식품(가리적)           | 2020년 12월 14일       | 경기 동두천 | -              |
| 제88호            | 박준미 | 주류(청주신선주)       | 2020년 12월 14일       | 충북 청주   | -              |
| 제89호            | 김외순 | 식품(가리구이)         | 2021년 12월 6일        | 경기 수원   | -              |
| 제90호            | 고화순 | 식품(고사리나물)       | 2021년 12월 6일        | 경기 남양주 |                |
| 제91호            | 황인수 | 식품(작설차)           | 2021년 12월 6일        | 경남 하동   |                |